# 阿莱霍·维达尔-夸德拉斯·罗查

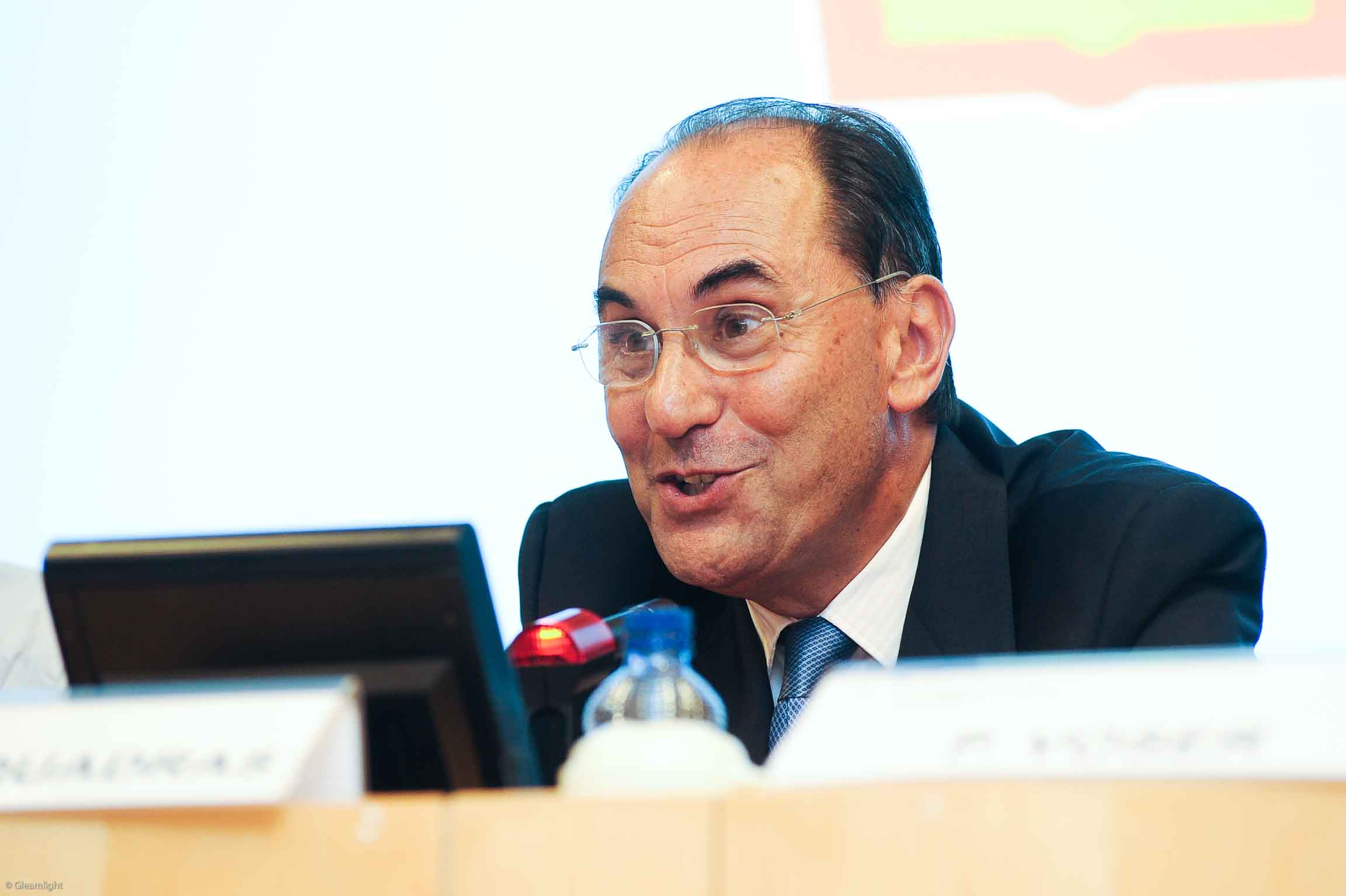
阿莱霍·维达尔-夸德拉斯·罗查

阿莱霍·维达尔-夸德拉斯·罗查（Alejo Vidal-Quadras Roca ，1945年5月20日—）是一位西班牙右翼政治人物和物理学家。他生于巴塞罗那。
他曾担任巴塞罗那市议会议员（1987-1991年）、加泰罗尼亚议会议员（1988-1996 年）以及西班牙参议院参议员（1996-1999）。1991年12月至1996年9月擔任加泰羅尼亞人民黨主席。1999年至2014年期間擔任歐洲議會議員，2004年至2007年担任欧洲议会第一副主席。2014年與拉霍伊鬧翻後離開西班牙人民党 ，協助創立極右政黨呼聲黨，同年在無法保住歐洲議會議員席位後脫黨。淡出政壇後他依然是一位活躍的政治評論員和專欄作家。
2023年11月9日，一名骑摩托车的人在马德里开枪射中阿莱霍·维达尔-夸德拉斯·罗查的脸部。 阿莱霍·维达尔-夸德拉斯·罗查隨即被送往医院接受治療。

## 政治立场
阿莱霍·维达尔-夸德拉斯·罗查支持以色列反對伊朗。他還反对堕胎和同性婚姻。